# Canale di Pannerden
Il Canale di Pannerden (in olandese: Pannerdens Kanaal) è un canale artificiale dei Paesi Bassi nel bacino del delta del Reno, della Mosa e della Schelda nella provincia della Gheldria.

## Geografia
Il canale collega il Canale di Bijland al Nederrijn passando dai villaggi di Pannerden, da cui il nome, sulla riva destra e di Angeren sulla riva sinistra. È lungo 6 chilometri, largo 135 metri, profondo da 3 a 4,70 metri ed ha una portata media di 700 m³/s.

## Storia
I lavori di costruzione cominciarono nel 1701 e il canale fu terminato nel 1709 con lo scopo di creare una linea di difesa e per garantire l'approvvigionamento idrico dell'IJssel e del Nederrijn. Nei primi anni della sua esistenza fu causa di diverse inondazioni a causa della rottura degli argini.